# John Schjelderup Giæver
John Schjelderup Giæver (31 de diciembre de 1901–9 de noviembre de 1970) fue un escritor e investigador polar noruego.

## Vida personal
John Schjelderup Giæver nació en Tromsø (Troms, Noruega) el 31 de diciembre de 1901. Su padre era abogado, también llamado John Schjelderup Giæver (1864–1914), y su madre era Thyra Høegh (1879–1954).
John Schjelderup Giæver se casó con Oddbjørg Jacobsen en marzo de 1940, y tuvieron un hijo en abril del mismo año. Sin embargo, el matrimonio se rompió. Giæver se casó de nuevo en 1948 con Anna Margrethe Gløersen, con la que tuvo una hija en 1954.[cita requerida]

## Educación y vida profesional
Cursó la educación secundaria en Trondheim en 1920, y después regresó a Tromsø. Empezó una carrera editorial cmo subeditor del Tromsø Stiftstidende entre 1921 y 1922. Fue editor jefe del Vesteraalens Avis entre 1922 y 1928 y del Tromsø Stiftstidende entre 1928 y 1929. Entre 1929 vivió como trampero en el nordeste de Groenlandia. En 1935 fue contratado como secretario del Norges Svalbard- og Ishavsundersøkelser, la institución noruega dedicada a la exploración de Svalbard y el Mar Ártico, actualmente denominado Instituto Polar Noruego.
Durante la Segunda Guerra Mundial, primero escapó a Londres, donde trabajó como secretario para el gobierno en el exilio. Entre 1941 y 1944, sirvió a la Real Fuerza Aérea Noruega en el exilio en Little Norway, en Canadá. En 1944, como mayor, fue enviado a Noruega Septentrional para participar en la exitosa liberación de la ocupación nazi. En 1947, regresó al Instituto Polar Noruego como secretario, y entre 1948 y 1949 fue gerente de oficina. Sin embargo, también estuvo involucrado en el trabajo de campo, y dirigió el equipo invernante de la expedición antártica noruego-británica-sueca entre 1949 y 1952.
Giæver publicó varios libros. Su carrera literaria empezó con Illgjerningsmand (1921), que fue traducido al alemán en 1923. Su libro Maudheim. To år i Antarktis (1952), que describe la expedición antártica, fue traducido al inglés, francés, neerlandés, danés, sueco, finlandés, alemán y croata. A partir de 1955, renovó su carrera literaria con numerosos libros sobre temas documentales y parcialmente autobiográficos en los que habla de la caza ártica con trampas, la pesca y la guerra.
Entre sus obras se encuentran Ishavets glade borgere (1956); Langt der oppe mot nord (1958), Rabagaster under polarstjernen (1959), Fra min barndoms elv til fjerne veidemarker (1960), Fra Little Norway til Karasjok (1964), Med rev bak øret (1965), Dyretråkk og fugletrekk på 74° nord (1967), Lys og skygger i sjøgata (1969), Den gang jeg drog av sted (1970) y Soldøgn og mørketid (1971).

## Homenajes
Giæver fue galardonado con la Medalla Maudheim en 1952 y la Medalla de Oro de la Royal Geographical Society en 1956 por su liderazgo en la expedición antártica noruego-británica-sueca. También recibió la Medalla de San Olaf con Rama de Roble, la Medalla de la Defensa 1940-1945 y la Medalla del LXX Aniversario de Haakon VII y fue nombrado Caballero Primera Clase de la Orden de Vasa. Recibió asimismo la Medalla al Mérito del Rey en oro y fue miembro de The Explorers Club de Nueva York. En 1952, fue premiado con el Lobo de Plata, el máximo galardón del escultismo noruego.

## Muerte
Falleció en noviembre de 1970 en Oslo.